# Kereszély
Kereszély (Cresuia), település Romániában, a Partiumban, Bihar megyében.

## Fekvése
A Bihar-hegységben, Belényestől északkeletre fekvő település.

## Története
Kereszély nevét 1588-ban említette először oklevél Krezwlye néven.
1600-ban Krezuliy, 1808-ban Kreszuja, 1913-ban Kereszély néven írták.
A 19. század század első felében a nagyváradi görögkatolikus püspökség birtoka volt, mely a 20. század elején is birtokosa volt.
1851-ben Fényes Elek írta a településről:
Kreszulya, Bihar vármegyében, a havasok alatt, 470 óhitü lakossal, s anyatemplommal. Birja a váradi
görög püspök.

## Nevezetességek
- Görög keleti ortodox temploma a 19. század közepén épült.
- A kereszélyi lakosság legősibb foglalatossága közé tartozik a famegmunkálás és az állattenyésztés. Az egyetlen olyan hely az országban, ahol ma is készítenek falétrát. A falu elnevezése (Cresuia), a crepsuli szóból ered, mely a létra egyik alkotóeleme. Kereszély az ország nyugati részének egyetlen létrakészítésre szakosodott központja.